# Course de la Paix 1949
La Course de la Paix 1949 est la seconde édition de la Course de la Paix créée l'année précédente. Le parcours relie la capitale de Tchécoslovaquie, Prague à la capitale de la Pologne, Varsovie. La victoire finale revient au coureur Jan Veselý, devenu mythique dans son pays, la Tchécoslovaquie.

## La course
101 coureurs répartis en 18 équipes prennent le départ à Prague le Premier mai 1949. Huit étapes et un périple de 1 259 km doivent leur faire rallier Varsovie le 9 mai. Une journée de repos est prévue à mi-course. Ils sont 71 à terminer l'épreuve. Le vainqueur Jan Veselý domine la course de bout en bout, remportant 5 étapes. S'il accomplit sa performance en un peu plus de 36 heures, soit une moyenne horaire de 34,6 km, le coureur classé à la 71e place finale termine à 6 heures 42 minutes du vainqueur... Hormis l'exploit individuel du coureur tchécoslovaque, il est à noter que ses quatre suivants au classement sont des coureurs français et que l'équipe qui remporte le classement collectif est une équipe de France Mais ce ne sont pas des coureurs de la Fédération française de cyclisme. Ils ont été délégués par la Fédération du sport « travailliste », la FSGT, qui a envoyé trois équipes (17 coureurs) pour participer à cette compétition placée sous le signe politique de l'amitié et de la solidarité entre les peuples au sortir de la Seconde Guerre mondiale. La prestation de ces coureurs, Maurice Herbulot, Charles Riegert, Eugène Garnier, Élie Bathie et leurs coéquipiers, peu habitués à une longue course à étapes et à l'échelon international, est si remarquable que cette victoire française au challenge "par équipes" ne se reproduira jamais en 59 éditions de la Course de la Paix. 
Cette performance française s'accompagne d'une présence constante aux arrivées des étapes. Charles Riegert remporte une étape, à Katowice, et termine 2e à Gottwaldov et à Łódź. Maurice Herbulot termine 2e, à Katowice et 3e à Pardubice. Eugène Garnier « fait » trois fois 2e, à Pardubice, Brno et à Wrocław.

### Les équipes
Dix-huit équipes sont aux départs représentants huit pays, certains pays ayant des équipes I, II et III. Délèguent ainsi trois équipes : la Bulgarie, la Tchécoslovaquie, la FSGT française et la Pologne. La Hongrie envoie deux équipes. Les autres participants sont l'Albanie, la Finlande et la Roumanie. On note l'absence d'équipe du pays qui avait donné les deux vainqueurs de la Course de la Paix 1948, la Yougoslavie, pour raison politique (schisme de Tito) Aucun autre pays du « bloc occidental » politique est représenté, hormis la France.

### Les étapes
| Étape | Date    | Villes étapes                    |     | Distance (km) | Vainqueur d’étape    | Leader du classement général |
| ----- | ------- | -------------------------------- | --- | ------------- | -------------------- | ---------------------------- |
| 1     | 1er mai | Prague (TCH) - Pardubice (TCH)   | 143 |               | Jan Veselý           | Jan Veselý                   |
| 2     | 2 mai   | Pardubice (TCH) - Brno (TCH)     | 137 |               | Jan Veselý           | Jan Veselý                   |
| 3     | 3 mai   | Brno (TCH) - Gottwaldov (TCH)    | 140 |               | Marian Rzeźnicki     | Jan Veselý                   |
| 4     | 4 mai   | Gottwaldov (TCH) - Ostrava (TCH) | 111 |               | Jan Veselý           | Jan Veselý                   |
| -     | 5 mai   | Repos à Ostrava                  |     |               |                      |                              |
| 5     | 6 mai   | Ostrava (TCH) - Katowice (POL)   | 147 |               | Charles Riegert      | Jan Veselý                   |
| 6     | 7 mai   | Katowice (POL) - Wrocław (POL)   | 184 |               | Jan Veselý           | Jan Veselý                   |
| 7     | 8 mai   | Wrocław (POL) - Łódź (POL)       | 212 |               | Jan Veselý           | Jan Veselý                   |
| 8     | 9 mai   | Łódź (POL) - Varsovie (POL)      | 185 |               | Lucjan Pietraszewski | Jan Veselý                   |

## Les classements

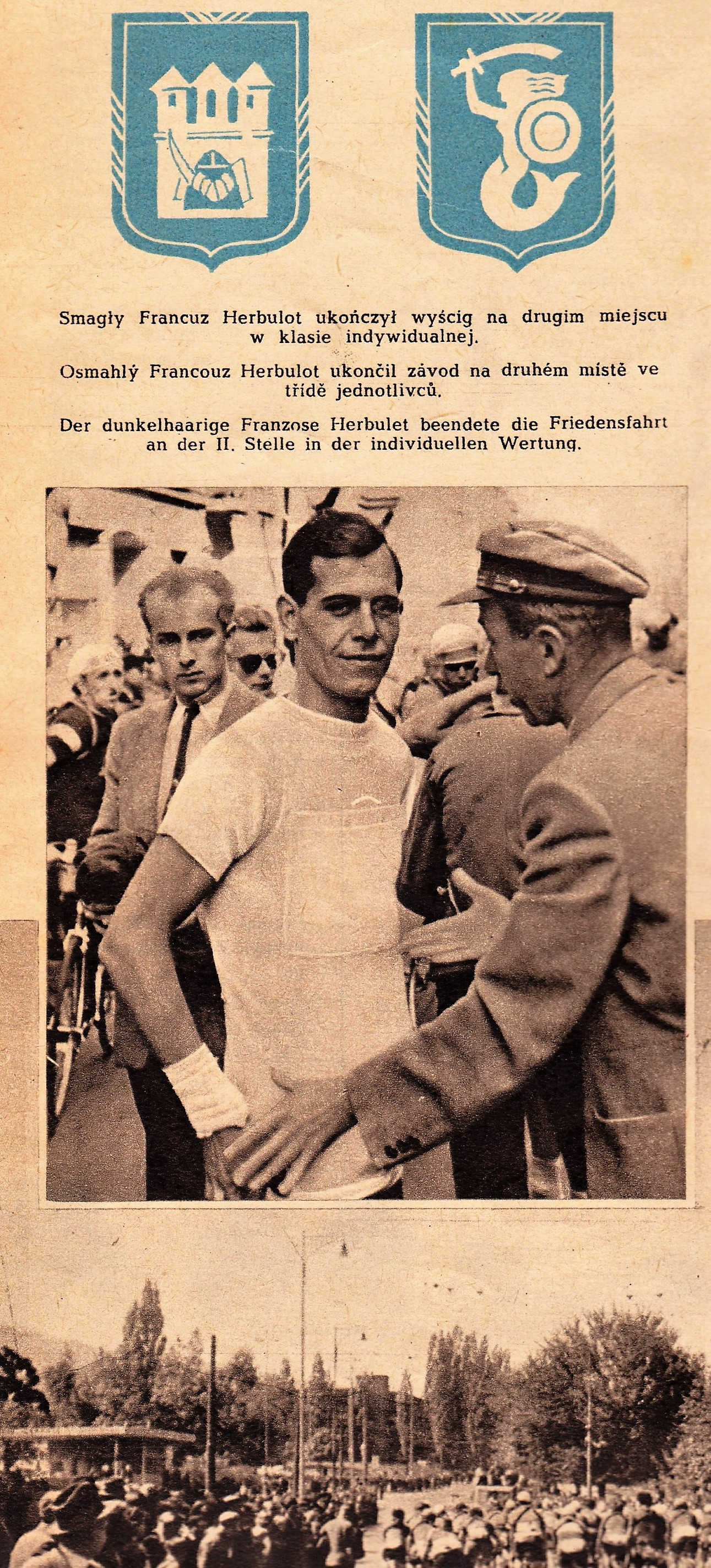
Maurice Herbulot, deuxième de la Course de la Paix 1949

### Le classement général
|     | Cycliste             | Équipe             |    | Temps            |
| --- | -------------------- | ------------------ | -- | ---------------- |
| 1.  | Jan Veselý           | Tchécoslovaquie I  | en | 36 h 26 min 36 s |
| 2.  | Maurice Herbulot     | France (FSGT II)   | +  | 11 min 55 s      |
| 3.  | Charles Riegert      | France (FSGT I)    |    | 12 min 15 s      |
| 4.  | Eugène Garnier       | France (FSGT I)    |    | 15 min 29 s      |
| 5.  | Élie Bathie          | France (FSGT II)   |    | 15 min 59 s      |
| 6.  | Wacław Wójcik        | Pologne I          |    | 16 min 12 s      |
| 7.  | Lucjan Pietraszewski | Pologne I          |    | 25 min 06 s      |
| 8.  | Gyula Sere           | Hongrie I          |    | 26 min 10 s      |
| 9.  | Teofil Sałiga        | Pologne II         |    | 26 min 11 s      |
| 10. | Lubomir Puklicky     | Tchécoslovaquie II |    | 29 min 18 s      |

### Le classement par équipes
|   | Équipe            | Temps                |
| - | ----------------- | -------------------- |
| 1 | France II (FSGT)  | en 110 h 13 min 31 s |
| 2 | Pologne I         | + 3 min 26 s         |
| 3 | Tchécoslovaquie I | + 12 min 28 s        |
| 4 | France I (FSGT)   | + 13 min 46 s        |
| 5 | Pologne II        | + 38 min 31 s        |

L'équipe de France (FSGT II) :
- Maurice Herbulot, 2e
- Élie Bathie, 5e
- René Benedetto, 11e
- René Rigaut, abandon
- Roger Ilitch, abandon
- Michel Garcia, abandon

L'équipe de France (FSGT I) :
- Charles Riegert, 3e
- Eugène Garnier, 4e
- Fausty Donati, 26e
- Antoine Tarrega, abandon
- Henri Beaumont, abandon
- Jacques Evesque, abandon

La troisième équipe de France (FSGT) termine 8e (sur 17 équipes classées) :
- Charles Darbois, 21e
- Édouard Gougeon, 30e
- Jacques Nédelec, 44e
- René Labois, 57e

## Sources
- Friedensfahrt, ouvrage collectif, 302 pages, édité en 1962 par Sportverlag, Berlin (en langue allemande).
- Bogdan Tuszyński, Wyścig Pokoju 1948 - 1988, Sport i Turystyka, Varsovie 1989 (en langue polonaise).